# パズドラZのモンスター一覧
パズドラZのモンスター一覧（パズドラゼットのモンスターいちらん）では、ニンテンドー3DS用ゲームソフト「パズドラZ」に登場するモンスターを一覧形式で紹介する。

## 概要
パズドラZではベースになっているスマートフォン版「パズル&ドラゴンズ」同様、5種類の属性が存在し、モンスターはそのいずれかに属している。ここではモンスター名の左に属性に対応する色を併記している。
- ■火属性
- ■水属性
- ■木属性
- ■光属性
- ■闇属性

副属性を持つモンスターは、主属性を左、副属性を右側に表記する。つまり主属性が火、副属性が木の場合は■■と表記する。
チップ合成による進化は→で表記する。進化後のモンスターに属性表記がない場合は進化前と同じ属性である。
パズドラZでは進化に分岐が多いため、同じモンスターが2度目以降に登場する場合があり、その場合は属性表記を省略の上、モンスター名を細字で表記してある。
進化に必要なチップはりん族や新御三家から入手できる。

## 新御三家
狭義には冒険の最初にエッグから孵すメラゴン、ザブゴン、モリゴンおよびその進化形を指すが、広義にはキラゴン、ワルゴンおよびその進化形も指す。全て真龍タイプ。

### メラゴン
- ■メラゴン→メラギオス→焔龍・カガリ→火焔龍・アマノホデリ
この系統はいずれも火属性全体攻撃スキル。
- メラギオス→焔龍・ランス→剛焔龍・ゲイボルグ
ランスに進化するとスキルは木ドロップを火ドロップに変える「ドロップ裏チェンジ・火」に変わる。
- メラゴン→メラバーン→炎龍・ブレイズ→獄炎龍・インフェルノ、飛炎龍・テンペスト
メラバーンは1ターンだけ火属性の攻撃力を上げる「ファイヤアップ」のスキルを持ち、進化させていくと倍率が大きくなってインフェルノになると2倍になる。一方ブレイズからテンペストに進化した場合はエンハンス倍率が低いまま持続ターンが3ターンに延びる。

### ザブゴン
- ■ザブゴン→ザブシャーク→海龍・ミズチ→深海龍・アビス、嵐海龍・レヴィア
ザブゴンはHP回復スキルを持ち、ザブシャーク、ミズチと進化させていくとそのまま回復スキルとなり回復量が大きくなる。ミズチからの分岐進化はアビスに進化するとスキルは回復になるが、レヴィアになると攻撃をすべて全体攻撃にする「ドラゴンズロア」のスキルになる。
- ザブゴン→ザブリオン→水龍・カットラス→烈水龍・テュルフィング
ザブリオンのスキルは「ウォーターアップ・小」(水属性を1ターンエンハンス)で、カットラスに進化すればスキルが倍率の大きいウォーターアップ・中になり、テュルフィングで2倍になる。
- ザブリオン→水龍・レイス→滅水龍・ティーチ
レイスになるとスキルは「ドロップ裏チェンジ・水」となる。

### モリゴン
- ■モリゴン→モリエット→樹龍・アーシュ→巨樹龍・イルミンスール
モリゴンのスキルは敵の防御力を下げる「ガードブレイク」であり、モリエットに進化すればそのまま、さらにモリエットからアーシュになると「アーマーブレイク」にパワーアップ。
- モリエット→樹龍・ククノチ→霊樹龍・オオヤマツミ
ククノチに進化した場合はスキルが「ドロップ裏チェンジ・木」となる。
- モリゴン→モリガノン→岩龍・アゴン→暴岩龍・ミョルニル、重岩龍・ガルムット
モリガノンのスキルは「ウッドアップ・小」で、アゴンからミョルニルに進化でウッドアップ・大になるが、ガルムットにした場合はスキルが「ぼうぎょのかまえ」(敵からの被ダメージ軽減)に変わる。

### キラゴン
- ■キラゴン→キラボルト→雷龍・サンドラ→迅雷龍・エクスソフィア
キラゴンのスキルは光属性で単体攻撃する「フラッシュパンチ」。キラボルト→サンドラと進化させていけば「パルスインパクト」となる。
- キラボルト→雷龍・キリサメ→幻雷龍・サギリノカミ
キリサメになるとスキルは「ドロップチェンジ・光」になる。後述するホワイトナイト→天空の騎士・ヴァーチェとは違ってリーダースキルは光属性の能力強化。
- キラゴン→キラディス→光龍・セイヴァー→破光龍・オーバードライブ、閃光龍・シェムハザ
キラディス→セイヴァー→オーバードライブと進化した場合はスキルが「ライトアップ」だが、セイヴァーからシェムハザに進化するとスキルは「ストップ・ザ・ワールド」に変化する。

### ワルゴン
- ■ワルゴン→ワルドゥ→邪龍・ドルマ→夢邪龍・カシマール
ワルゴンのスキルは闇属性全体攻撃「ダークブレス」で、ワルドゥからドルマに進化させると「ナイトメアブレス」になる。
- ワルドゥ→邪龍・ネメシス→凶邪龍・ディアボロス
ネメシス以降は「ドロップチェンジ・闇」スキル。リーダースキルは異なるものの、サブとして使うとブラックナイト→カオスドラゴンナイトと役割がかぶることになる。
- ワルゴン→ワルザード→影龍・シェイド→斬影龍・エクリプス、月影龍・クレセント
スキルはワルザード→シェイド→エクリプスが「ダークアップ」、シェイドからクレセントにした場合は「メガグラビティ」(敵の現HPの25%を削る)。

## りん族
いずれもミュータントタイプ。スライム状のモンスターで、序盤から終盤までよく出現する。メガりんになるとそれぞれ異なるスキルとリーダースキルが追加される。
また、ダンジョン途中のVSポイントでは3～5体のりん族がセットになった「りんじゃー」が出現することがあり、すべて倒せば大量の経験値を獲得できる。りんじゃーは道中のりん族とは違って、残りHPが少なくなると逃げ出すが、エッグやチップは道中のりん族と同じものを落とす。
- ■ホノりん→メガ・ホノりん→ギガ・ホノりん
- ■アワりん→メガ・アワりん→ギガ・アワりん
- ■モリりん→メガ・モリりん→ギガ・モリりん
- ■ヒカりん→メガ・ヒカりん→ギガ・ヒカりん
- ■ワルりん→メガ・ワルりん→ギガ・ワルりん

## ファンシードラゴン
いずれも幻龍タイプで、「ミツハメの森」にまとめて出現する。いずれも他属性ドロップ1色をハートドロップに変える「チェンジハート(アプリ版でいう防御態勢)」スキルと、自属性を含む特定2属性の敵からの被ダメージを軽減するリーダースキルを持つ。
- ■アグドラール→フレアドラール
- ■シャードラン→メガロドラン
- ■トイケラトプス→フォートトイトプス
- ■フェアリオン→エンジェリオン
- ■ピエドラウン→ドラウンジョーカー

## 御三家シリーズ
恐竜がモチーフのドラゴン。アプリ版から引き継がれた。魔城アヴァロンや黄金郷エデンでボスドロップで入手できる。いずれも真龍タイプで同属性全体攻撃スキル、同属性の攻撃アップリーダースキル。
- ■ティラ→爆炎龍・グランティラノス
- ■プレシィ→氷塊龍・デプスプレシオス
- ■ブラッキィ→大花龍・ガイアブラキオス

## 系統分岐モンスター
魔剣士のように、最初の進化で2つに分岐し、そのあともう一回進化するものたち。
- ■ドーラ→エクサ・ヒドラ→ゼータ・ヒドラ
- ドーラ→ドラゴン・バサラ→ドラゴン・アースラ
真龍タイプ。ドーラは敵を毒にするスキルを持ち、エクサ・ヒドラに進化すればスキルが猛毒、ゼータ・ヒドラで超猛毒とパワーアップしていく。

一方、ドラゴン・バサラになるとスキルは攻撃全体化の「ドラゴンズロア」になる。
- ■キメラ→ウル・キマイラ→ギーブル・キマイラ
- キメラ→シーサー・キメーラ→バロン・キメーラ
アニマルタイプ。キメラの時点でのスキルは最大HP依存の回復。キマイラに進化するとスキルの回復量が大きくなっていく。

シーサー・キメーラの方は1ターン、火属性の敵からのダメージを無効化し、バロン・キメーラになると火属性ダメージ吸収になる。
- ■ガラム→ウッドバーン→フォレストバーン
- ガラム→グリムロック→グリムクリストル
ミュータントタイプ。ガラムの時点でのスキルは味方の最大HP依存の防御無視単体攻撃「スマッシュ」で、ウッドバーン、フォレストバーンに進化させていくと攻撃が強くなっていく。

グリムロック→グリムクリストルは「ぼうぎょのかまえ」になる。
- ■ラドン→ラ・ナーガ→メギド・ラ・ナーガ
- ラドン→ラディウス→アンジェリウス
神タイプ。スキルはラドンとラ・ナーガが「ウォール」(1ターン被ダメージ軽減)、メギド・ラ・ナーガが「ドラゴンウォール」(6ターン被ダメージ軽減)。

ラディウスが「たいようのバリア」(1ターン闇属性の被ダメージ無効)、アンジェリウスが「せんこうのバリア」(2ターン闇属性の被ダメージ無効)。
- ■ドラゴン・ヤイバ→ドラゴン・サムライ→ドラゴン・ショウグン
- ドラゴン・ヤイバ→ドラゴン・ナイト→ドラゴン・パラディン
ドラゴン・ヤイバが持つスキル「バーサーク」は3ターンの間、味方の防御力が半分になる代わりに攻撃力が1.5倍になるというもの。ドラゴン・ショウグンまで進化させると「スーパーバーサーク」となり攻撃が2倍となる。

ナイト→パラディンは「ガードブレイク」。

## 動物シリーズ
チッチ系統が神タイプ、それ以外がアニマルタイプ。動物がモチーフ。
- ■チッチ→ホルス→ガルーダ、フェニックス
ホルスまでとガルーダはスキルが敵1体に「大ダメージ」か「1ダメージ」のどちらかを与える。

フェニックスは火属性吸収する「ファイアサークル」スキル。
- ■クーン→スラッシュ→ベイオウルフ→フェンリル
スキルはしばらくの間、味方の攻撃をすべて全体攻撃に変換する。スラッシュまでは2ターン、ベイオウルフとフェンリルは3ターン持続。
- ■タウロス→樹海獄・タウロスデーモン→樹海王・ミノタウロス、樹海神・バフォメロス
しばらくの間木属性の攻撃力を少し上げる「グロウアップ」スキルを持つ。

タウロスデーモンからパフォメロスに進化すると木属性被ダメージを吸収する「ウッドサークル」になる。
- ■クルル→カーバンクル→ラヴィーナ、カーバナックル
スキルは、カーバンクルまでとラヴィーナは回復、カーバナックルは「バーサーク」。
- ■ヌメリ→ナメロウ→ドン・ベロンガ、ヌマゲロウ
スキルはナメロウまでとドン・ベロンガが毒、ヌマゲロウが「アーマーブレイク」。

## 魔剣士
竜人タイプ。最初の進化で2つに分岐した後、それぞれがもう1回進化する。スキルは魔剣士の時点では他属性ドロップを自属性に変換するスキルで、ナイトに進化するとドロップ変化、そうでない方に進化すると回復ドロップを自属性ドロップに変換する「ハートチェンジ(アプリ版でいう攻撃態勢)」になる。
- ■炎の魔剣士→フレイムナイト→フェニックスナイト・ホムラ
- 炎の魔剣士→バーサーカー→炎鎚の蛮勇・プロメテウス
- ■氷の魔剣士→アクアナイト→フェンリルナイト・カムイ
- 氷の魔剣士→ベルセルク→蒼剣の覇王・ジークフリート
- ■岩の魔剣士→アースナイト→エンシェントドラゴンナイト
- 岩の魔剣士→ハイランダー→碧槍の英雄・クーフーリン
- ■光の魔剣士→ホワイトナイト→天空の騎士・ヴァーチェ
- 光の魔剣士→ホワイトビショップ→光翼の天使・エクシア
- ■闇の魔剣士→ブラックナイト→カオスドラゴンナイト
- 闇の魔剣士→ブラックウィザード→常夜の魔神・クロウリー

## 昆虫系
ミュータントタイプ。昆虫がモチーフ。
- ■カイオス→グランディス
スキルはカイオス·グランディス共に「ビートルビート」(1ターンだけ攻撃を全体攻撃に変換)
- ■ホッパー→ファルクス

## ミュータント系
ミュータントタイプ。いずれも3種類に分岐進化し、姿かたちが大きく変わり、スキルも異なる。
- ■ノラオニ→オニグルマ、ホムラノオキナ、サイノキュービ
- ■ピチョリン→アクアファレーナ、アピスガード、ウォーターシール
- ■カタラ→カチナ・クチナ、ヤ・ググングル、トーテムドラゴン
- ■アノウ→ラー、ガンパーチ、モアイ・ムソウ
- ■バッキー→ギャンブルメイジ、ダークシャーマン、チートウィッチ

## 女の子系
白盾の女神・ヴァルキリーだけが神タイプで、他はいずれも竜人タイプ。Z-BOXでのみ入手可能。
- ■ナーガ→紅蓮の女帝・エキドナ
- ■マーメイド→大海の歌姫・セイレーン
- ■ドリヤード→大樹の精霊・アルラウネ
- ■ワルキューレ→白盾の女神・ヴァルキリー
- ■サキュバス→常夜の魔女・リリス

## メタドラ系
幻龍タイプ。コラボ以外は、ダンジョンの道中にあるメタドラポイントや特定の異世界ダンジョンで出現。倒したり、エッグを合成すると大量の経験値が得られる。
- ■ルビードラゴン
- ■キングルビードラゴン
- ■キングセブンドラゴン
- ■サファイアドラゴン
- ■キングサファイアドラゴン
- ■キングツタヤドラゴン
- ■エメラルドドラゴン
- ■キングエメラルドドラゴン
- ■キングイレブンドラゴン
- ■ゴールドドラゴン
- ■キングゴールドドラゴン
- ■メタルドラゴン
- ■キングメタルドラゴン

## ミスリット
道中のミスリットポイントや土日ダンジョンに出現し、倒すと大量のD-エナジーを獲得できる。
- ■ミスリット
- ■ダブミスリット

## その他
- ■クロノタートル→クロノゲンブ
12秒間、ドロップを自由移動にする強力なスキル「時のぜんまい」を持つ。
- ■モーモー→デプスフェアリー
- ■バースデードラゴン
- ■サンタウロス

## スペシャルダンジョン系
異世界ダンジョンで入手できるモンスター。
- ■アヌバイシス
防御無視の固定ダメージ攻撃スキルを持つ。
- ■デスシザース
- ■カトブレパス
- ■炎聖騎龍・フォーミュラー
- ■アヴァロンドレイク→守護龍・アヴァロンドレイク
- ■インドラ
- ■ヴリトラ
- ■ヴァンパイアロード
- ■覚醒ゼウス
- ■覚醒ヘラ
- ■アニマ→幻影龍・アニマ
- ■ナダレ→雪原の暴君・コキュートス
- ■アポカリプス→破壊龍・アポカリプス
- ■カースドラゴン→不死龍・カースドラゴン
- ■ムイムイ
異世界の神竜。ドロップの法則を全て把握している。
- ■次元の門番・ヘルゲイト
ミュータントタイプ。巨大な扉のモンスター。扉の向こう側には「Z界」と呼ばれる空間が存在しており、モーションの際に扉は開く。自分自身が門であるが門番をしている事に若干の疑問を感じているらしい。
- ■ククロ
- ■へかお
他のモンスターに変身する、正体不明の謎のモンスター。ポケットモンスターにおけるメタモンにあたる。
- ■イデア
- ■オロチ
- ■オロチ
- ■オロチ
- ■アマテラスオオカミ

### 伝説龍
- ■■死天龍・アークヴェルザ
- ■炎龍・ムスプルヘイム(真龍タイプ)
- ■究極邪龍・ヘルヘイム(幻龍タイプ)
- ■■命天龍・ゼルクレア

## 天空龍
ドラクメシア大陸の各エリアの大ボスとして出現。ディストピアのボスからエッグを入手できる。神タイプ。スキルは攻撃力依存の全体攻撃+追加効果で、リーダースキルは同属性の敵からの被ダメージ半減。
- ■緋天龍・エルドラド
- ■蒼天龍・ニライカナイ
- ■樹天龍・ホウライ
- ■聖天龍・シャングリラ
- ■夜天龍・エリュシオン

## 裏天空龍
ディストピアの各エリアの大ボス。スキルは天空龍と同じだが、リーダースキルは異なる。神タイプ。
- ■裏緋天龍・エルドラド
- ■裏蒼天龍・ニライカナイ
- ■裏樹天龍・ホウライ
- ■裏聖天龍・シャングリラ
- ■裏夜天龍・エリュシオン

## カラードラゴン
一部ダンジョンのボスとして登場するが、エッグのドロップは対応するお札ダンジョンのみ。真龍タイプ。
- ■メテオボルケーノドラゴン
- ■クリスタルオーロラドラゴン
- ■グラビトンアースドラゴン
- ■ライトニングホーリードラゴン
- ■カオスデビルドラゴン

## 兄弟ドラゴン
アプリ版の晩成型ドラゴンにあたる。エデンエリアのダンジョンボスや、曜日ダンジョンのボスとして登場し、レアチップを落とすことがある。これのほかZ-BOX限定モンスターとして色違いが存在し(兄弟との設定がある)、これらを通信交換すると究極進化してサブ属性が追加される。
- ■炎星・イフリート
- ■碧星・イフリート
- ■■碧炎星・イフリート
- ■氷星・リヴァイアサン
- ■紅星・リヴァイアサン
- ■■紅氷星・リヴァイアサン
- ■樹星・ファフニール
- ■蒼星・ファフニール
- ■■蒼樹星・ファフニール
- ■光星・神龍
- ■黒星・神龍
- ■■黒光星・神龍
- ■闇星・ティアマット
- ■輝星・ティアマット
- ■■輝闇星・ティアマット